# Leo I (dvärggalax)
Leo I är en dvärggalax som upptäcktes av R.G. Harrington och A.G. Wilson år 1950, den tillhör den Lokala galaxhopen och återfinns i stjärnbilden Lejonet.